# Schleusentreppe Fonseranes

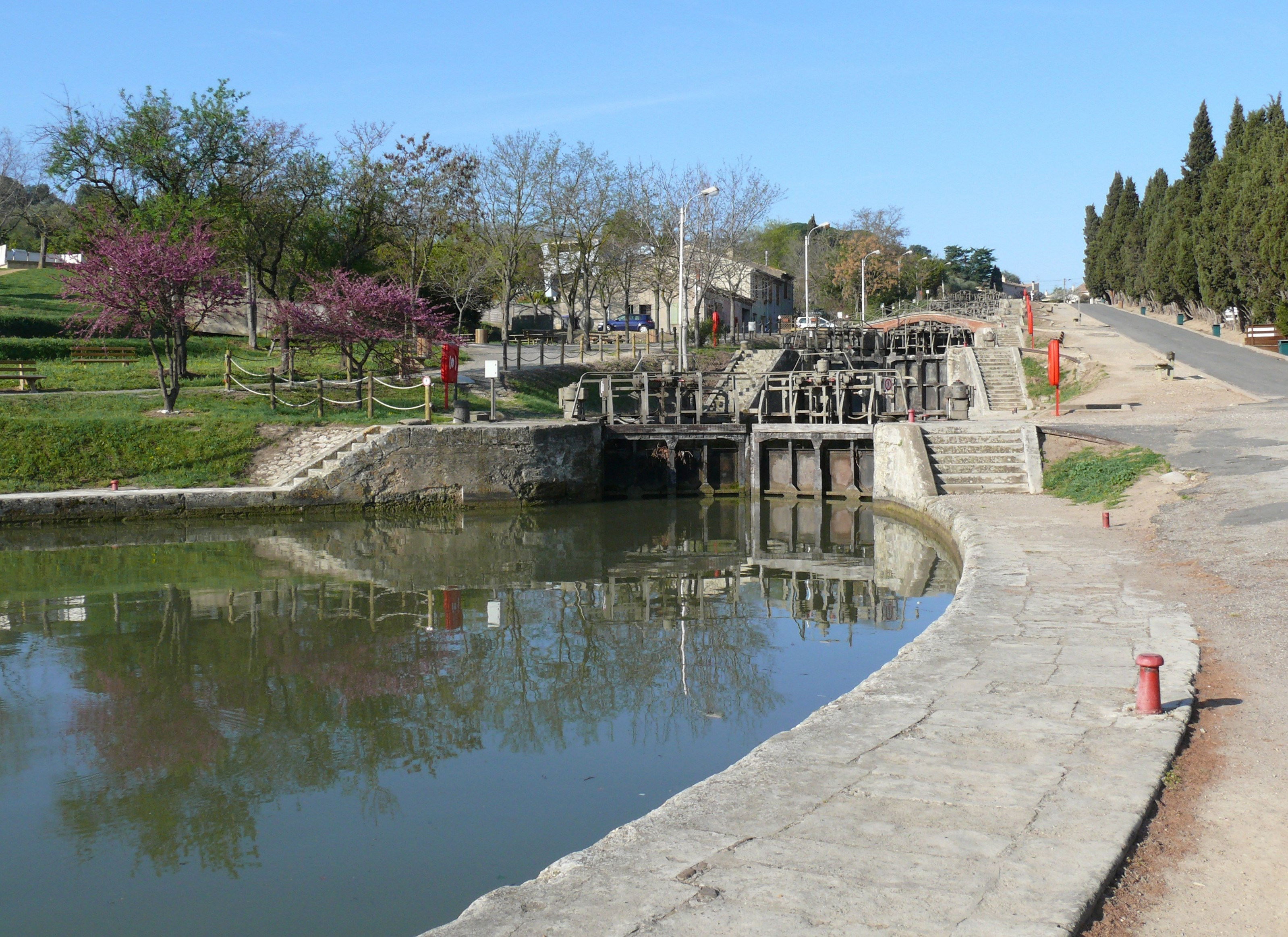
Schleusentreppe Fonseranes:
Blick von unten, Kammer 7 im Vordergrund

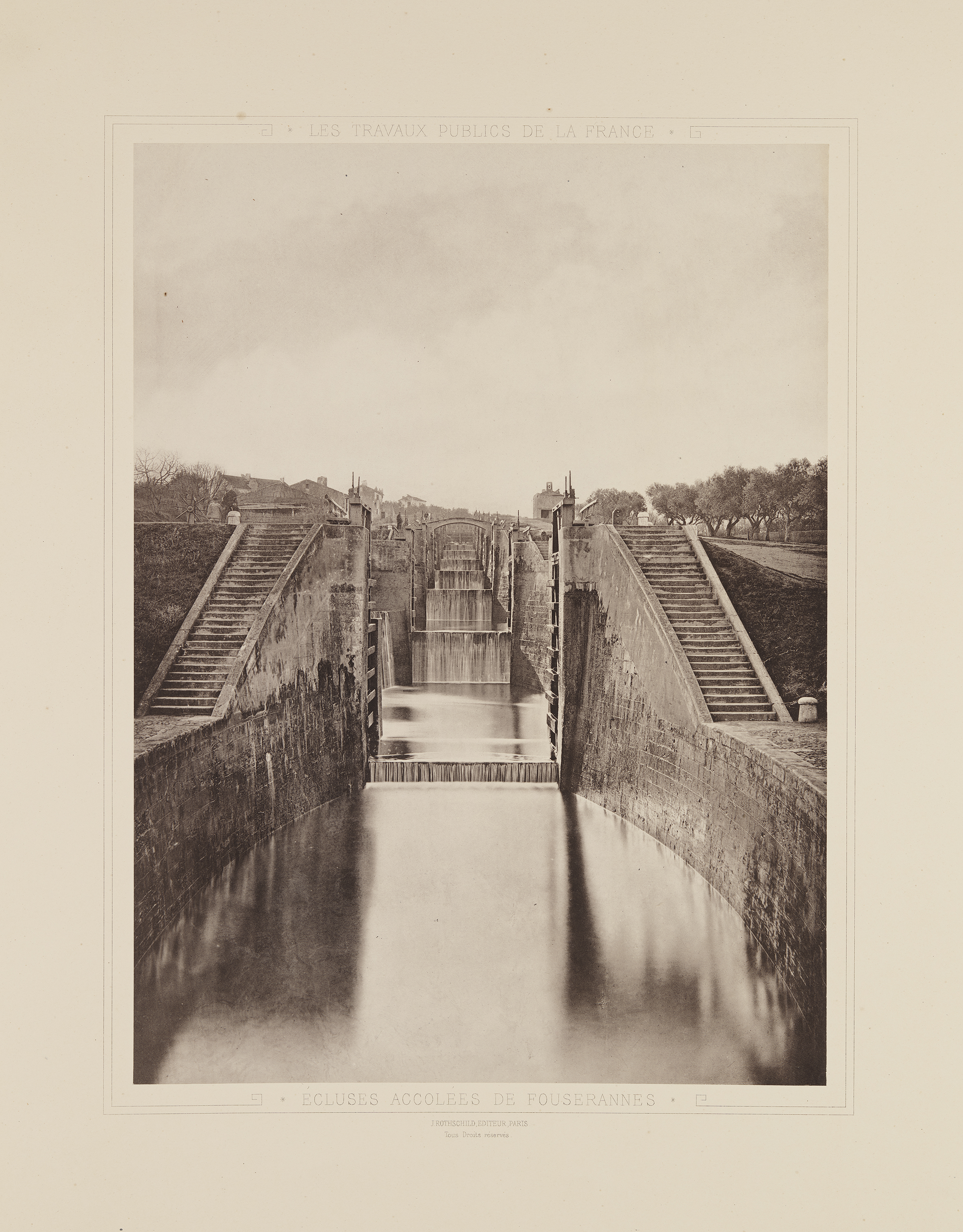
Schleusentreppe Fonserannes (1883)

Die Schleusentreppe Fonseranes (französisch Échelle d’Écluses de Fonseranes, auch 9 Écluses de Fonseranes) ist eine Schleusentreppe am Canal du Midi. Sie liegt im Gemeindegebiet der französischen Stadt Béziers im Département Hérault in der Region Okzitanien. Mit sechs Kammern überwindet sie einen Höhenunterschied von 13,60 Meter. Die Schleusentreppe ist als Monument historique klassifiziert und eine der meistbesuchten Sehenswürdigkeiten der Stadt.
Der im französischen gängige Begriff der 9 Écluses stellt auf die ursprüngliche Konfiguration der Treppe mit acht Schleusenkammern  und somit neun Treppenstufen (einschließlich Austrittsstufe) ab, wobei heute in der Regel nur noch über sechs Kammern geschleust wird und die siebte als Ausfahrt Richtung Kanalbrücke über den Orb fungiert.

## Etymologie
Der Name der Schleusentreppe schrieb sich im Laufe der Jahrhunderte immer wieder anders: Fonceranes, Fonserannes, Foncerannes (mit oder ohne Akzent). Heute üblich ist die Schreibweise Fonseranes.

## Entwicklung des Bauwerkes

### 17. Jahrhundert
Das Bauwerk entstand im 17. Jahrhundert und ging gemeinsam mit dem von Pierre-Paul Riquet geplanten und gebauten Canal du Midi in Betrieb (Abschnitt bis Béziers). Die Schleusentreppe bestand ursprünglich aus acht zusammenhängenden Schleusenkammern mit einer Längsausdehnung von insgesamt ca. 300 Meter bei einem Höhenunterschied von 21,18 Meter. Eine weitere Doppelschleuse (Écluse de Notre Dame), die nicht mehr zur Schleusentreppe gezählt wurde, lag knapp vor dem etwa einen Kilometer entfernten Anschluss zum Fluss Orb. Über die Schleusentreppe und die folgende Doppelschleuse wurde den Schiffen der Abstieg zum Fluss ermöglicht. Die Schiffe mussten dann rund 700 Meter weit den Fluss abwärtsfahren. Dort lag am linken Flussufer vor einem Wehr die Ausfahrt in die Fortsetzung des Canal du Midi.

### 19. Jahrhundert

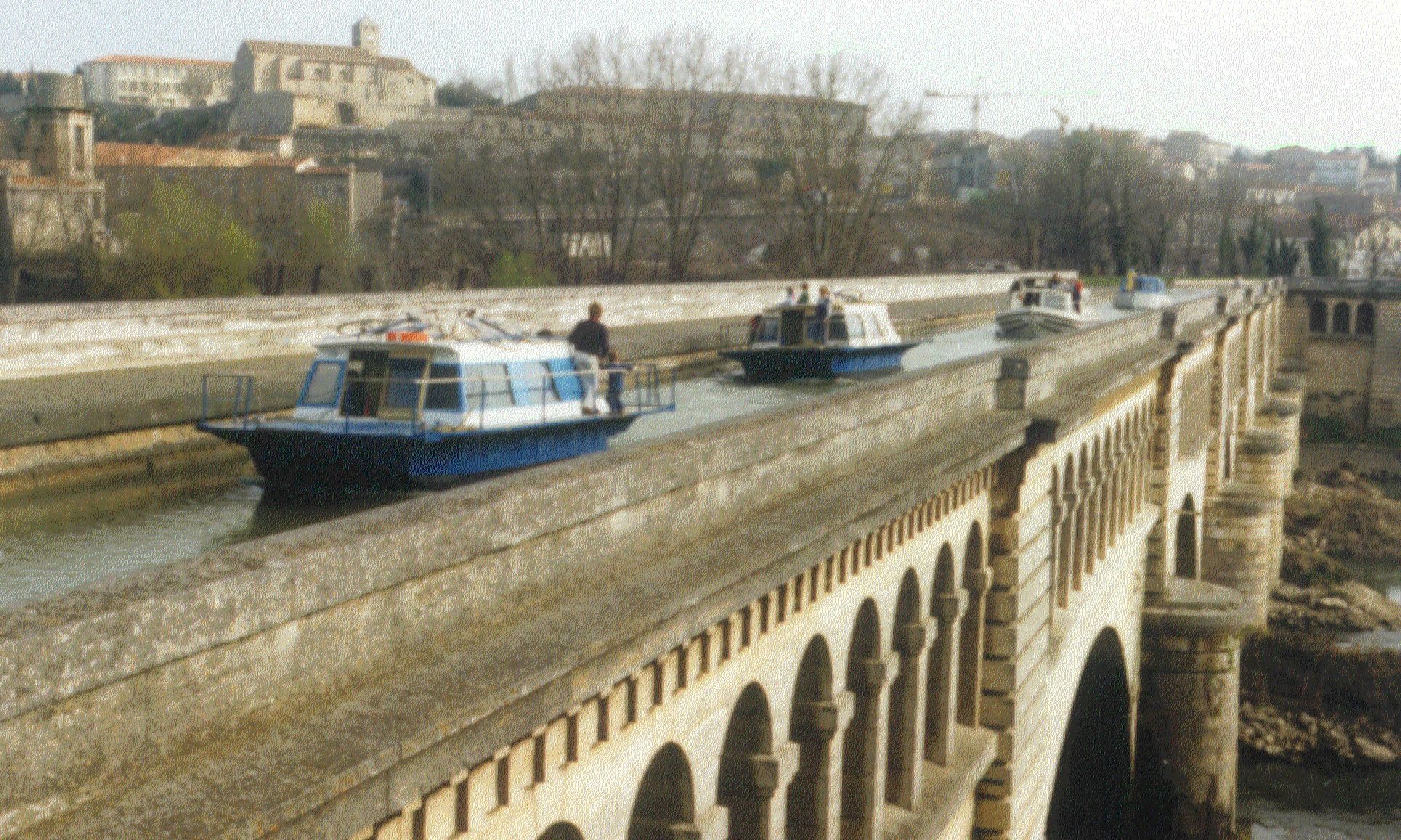
Kanalbrücke über den Orb (nach rechts fließend)

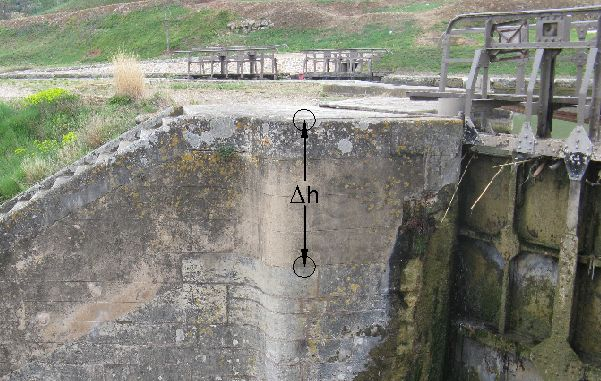
Kammer 8 der Schleusentreppe (Detail beim Obertor):
Erhöhung um Δh beim Anschluss der Treppe an den Brückenkanal über den Orb, im Hintergrund das Absperrtor gegen den Brückenkanal der ebenfalls erhöhten Kammer 7

Da die Wasserführung des Orb sehr unsicher war, wurde Mitte des 19. Jahrhunderts eine Kanalbrücke über den Fluss gebaut. Diese befindet sich etwa in der Mitte des bisher zur Schifffahrt benutzten Abschnitts des Orb. Die Haltung des neuen Brückenkanals liegt etwas höher als das Oberwasser der bisherigen Schleusenkammer 7, die deshalb erhöht, nach Osten erweitert und an den Brückenkanal angeschlossen wurde.
Die Schleusenkammer 8 und die Doppelschleuse am Fluss werden seitdem nicht mehr benötigt. Um aber den Verkehr bis zum alten Kanalhafen von Béziers und bei Bedarf über die Écluse de Notre Dame bis in den Orb weiter zu ermöglichen, wurde das Unter-/Obertor der Schleuse 7/8 auch erhöht, und der Brückenkanal-Anschluss der  Schleusenkammer 7 mit einem  Absperrtor versehen.
Östlich der Kanalbrücke wurden zwei neue Doppelschleusen (Écluse de l’Orb und Écluse de Béziers) gebaut, mit denen das Niveau der früheren Kanal-Fortsetzung erreicht wurde. Zwischen diesen beiden Schleusen wurde der neue Hafen von Béziers angelegt. Beide neuen Doppelschleusen wurden Ende des 20. Jahrhunderts zu doppelt langen – aber mit Hilfe eines jeweiligen mittleren Tores verkürzbaren – einstufigen Schleusen umgebaut.
Die neue Streckenführung wurde im Jahr 1858 in Betrieb genommen und stellt in dieser Form den aktuellen Bauzustand der Schleusentreppe dar. Die heute verwendeten sechs Schleusenkammern heben und senken die Schiffe über eine Höhe von 13,6 Meter. Die Kammer 7 hat im Normalfall konstantes Wasserniveau, sie ist immer gefüllt und somit Teil des Brückenkanals.

### 20. Jahrhundert

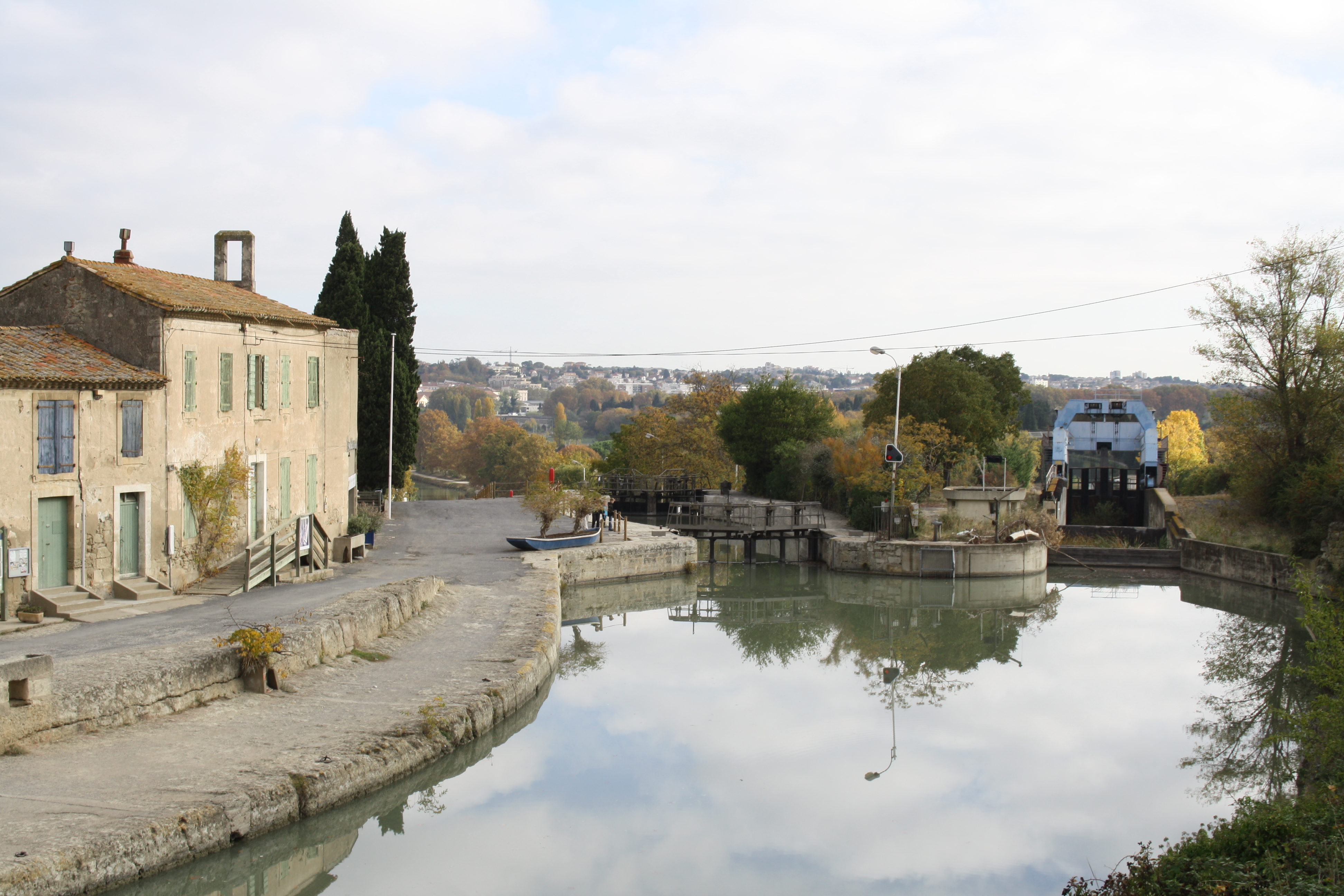
Obere Haltung, rechts der Abzweig zum Wasserkeilhebewerk

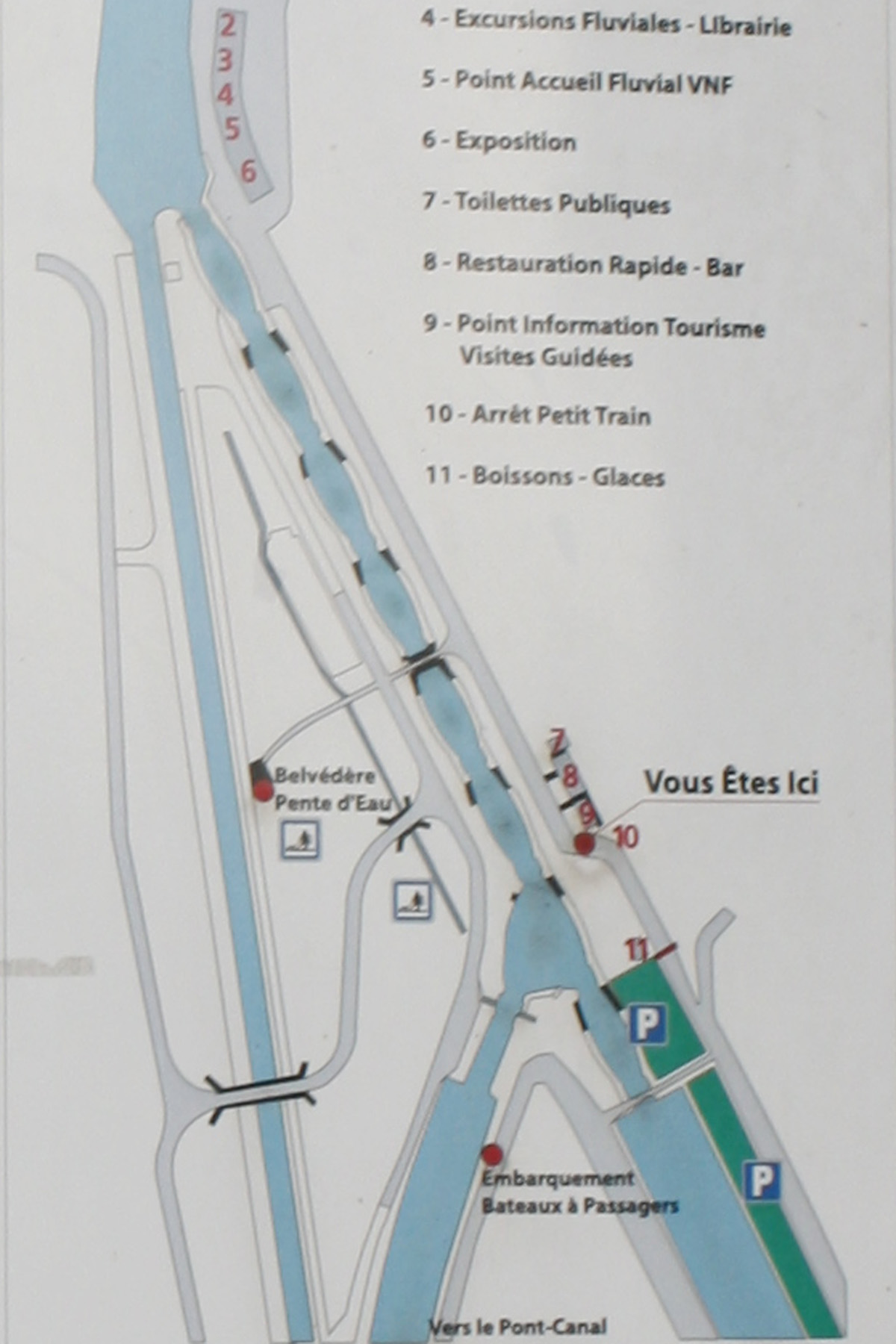
Plan der Schleusentreppe (rechts) und der Wasserkeilrinne (links)

Im Jahr 1983 wurde zur Beschleunigung der Passage und eventuellen Ablöse der Schleusentreppe gleich nebenan ein außergewöhnliches Schiffshebewerk, das Wasserkeilhebewerk Fonserannes, gebaut. Dabei handelt es sich um eine geneigte Rinne, in der das Schiff in Nassförderung transportiert wird. Ein die Rinne talseitig abschließendes Schild wird zusammen mit dem sich davor bildenden keilförmigen Wasservolumen, auf dem das Schiff schwimmt, von einem Traktor aufwärts geschoben, beziehungsweise gebremst zu Tal gefahren. Der Betrieb dieses Hebewerks war aber nicht von Erfolg begleitet. Infolge dauernder technischer Probleme und des Niedergangs des gewerblichen Frachtverkehrs wurde es nur sehr wenig benutzt, letztmals im Jahr 1999. Die Schleusentreppe war stets parallel dazu in Betrieb und versieht auch heute noch ihren Dienst.

## Aktuelle Nutzung der Schleusentreppe

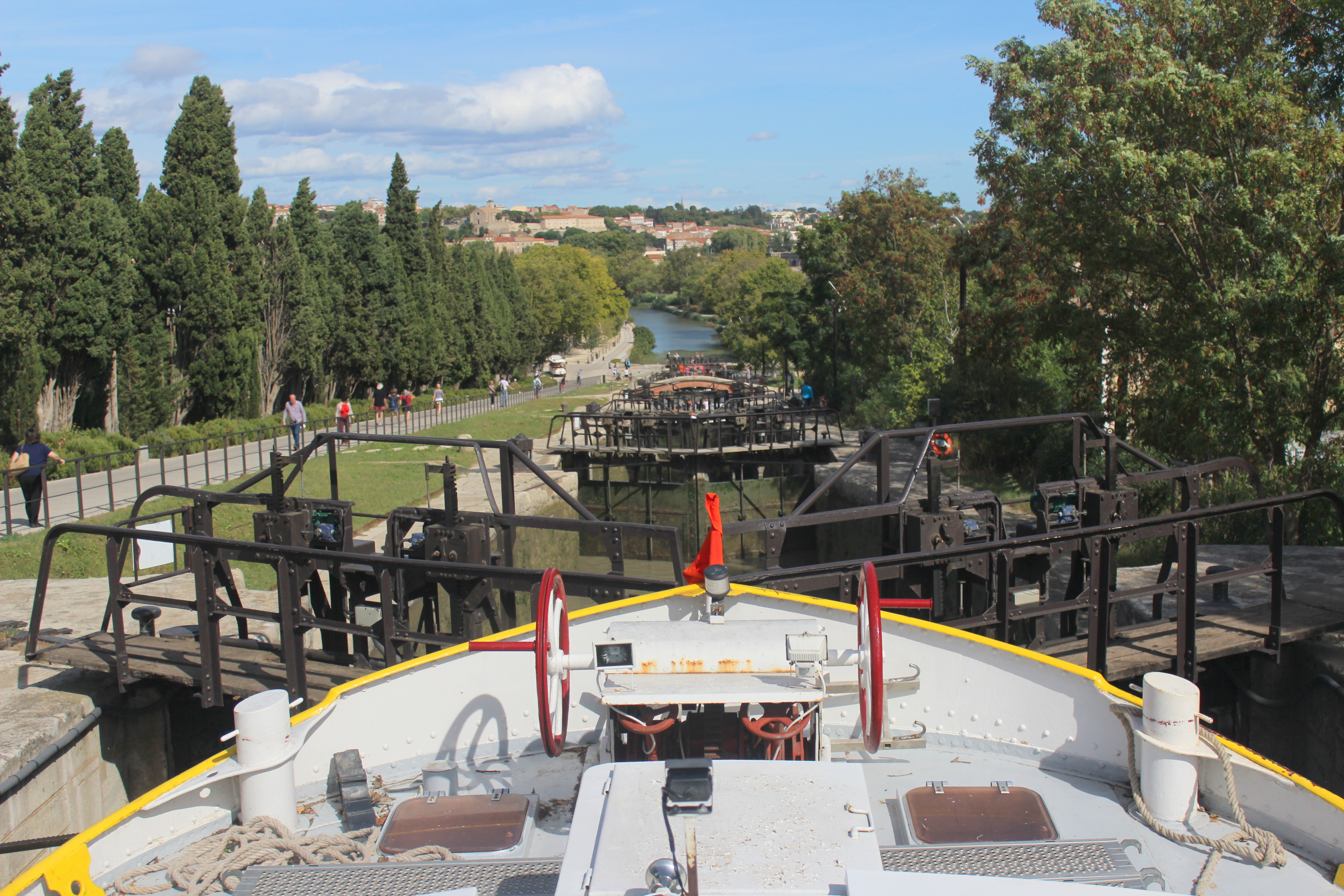
Blick von der oberen Kammer

Die Frachtschifffahrt ist auf dem Canal du Midi fast ganz verschwunden. Heute verkehren auf ihm Sport- und Hausboote, Passagierschiffe für Ausflugsfahrten und zu schwimmenden Hotels umgebaute Pénichen in großer Zahl: Die Schleusentreppe wird jährlich von etwa 10.000 solcher touristisch genutzter Wasserfahrzeuge passiert, wobei es in den Ferien-Monaten Juli und August bis zu 60 pro Tag sein können.
Um diese Menge bewältigen zu können, wurde ein Einbahnsystem eingeführt, bei dem mehrmals am Tag während fester Zeitabschnitte die wartenden Wasserfahrzeuge entweder nur abwärts oder nur aufwärts geschleust werden. In jede Kammer passen drei der üblichen Touristenboote. Die Schleusung einer Schiffsgruppe beträgt abwärts etwa 30 und aufwärts etwa 45 Minuten. Beim Abwärtsschleusen werden die Schiffsgruppen zusammen mit einer einzigen Kammerfüllung nach unten bewegt. Beim Aufwärtsschleusen wird für jede Stufe eine Kammerfüllung verbraucht. Um den Vorgang zu beschleunigen, wird jede Kammer von der zweithöheren Kammer aus gefüllt. Der Wasseraustausch geschieht wegen des damit vergrößerten Niveauunterschiedes schneller. Dabei geht aber auch eine zusätzliche Kammerfüllung verloren.
Die Bedienung der Schleusen erfolgt durch Mitarbeiter der französischen Wasserstraßenverwaltung Voies navigables de France (VNF). Die Kosten der Schleusung sind mit der zur Benutzung des Kanals obligatorisch zu kaufenden Schiffsvignette gedeckt. 2016/17 wurden ein großer Autoparkplatz und ein Besucherzentrum errichtet.

Schleusentreppe Fonseranes (Zählung der Kammern von oben nach unten)
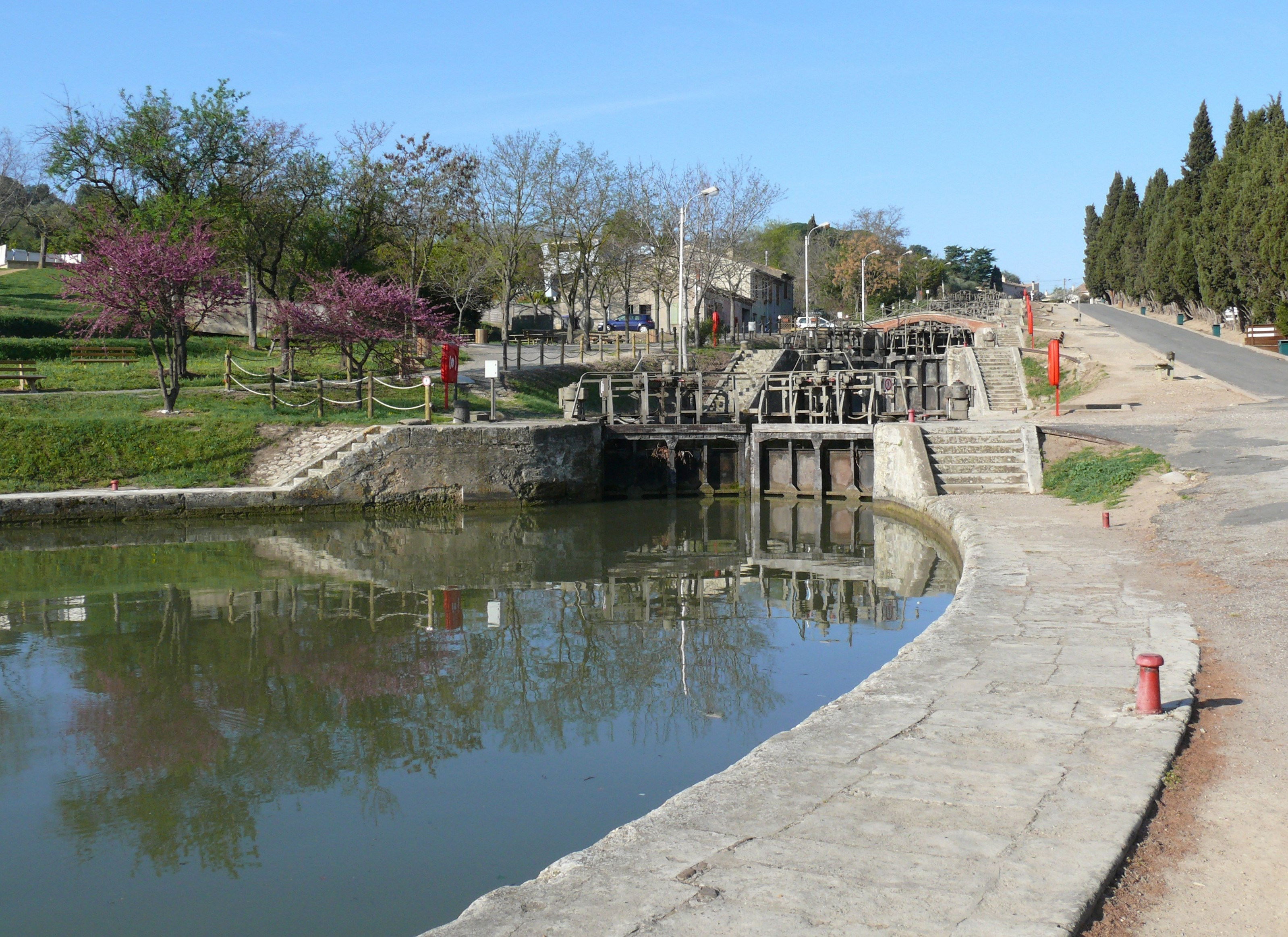
Blick von Kammer 7 nach oben
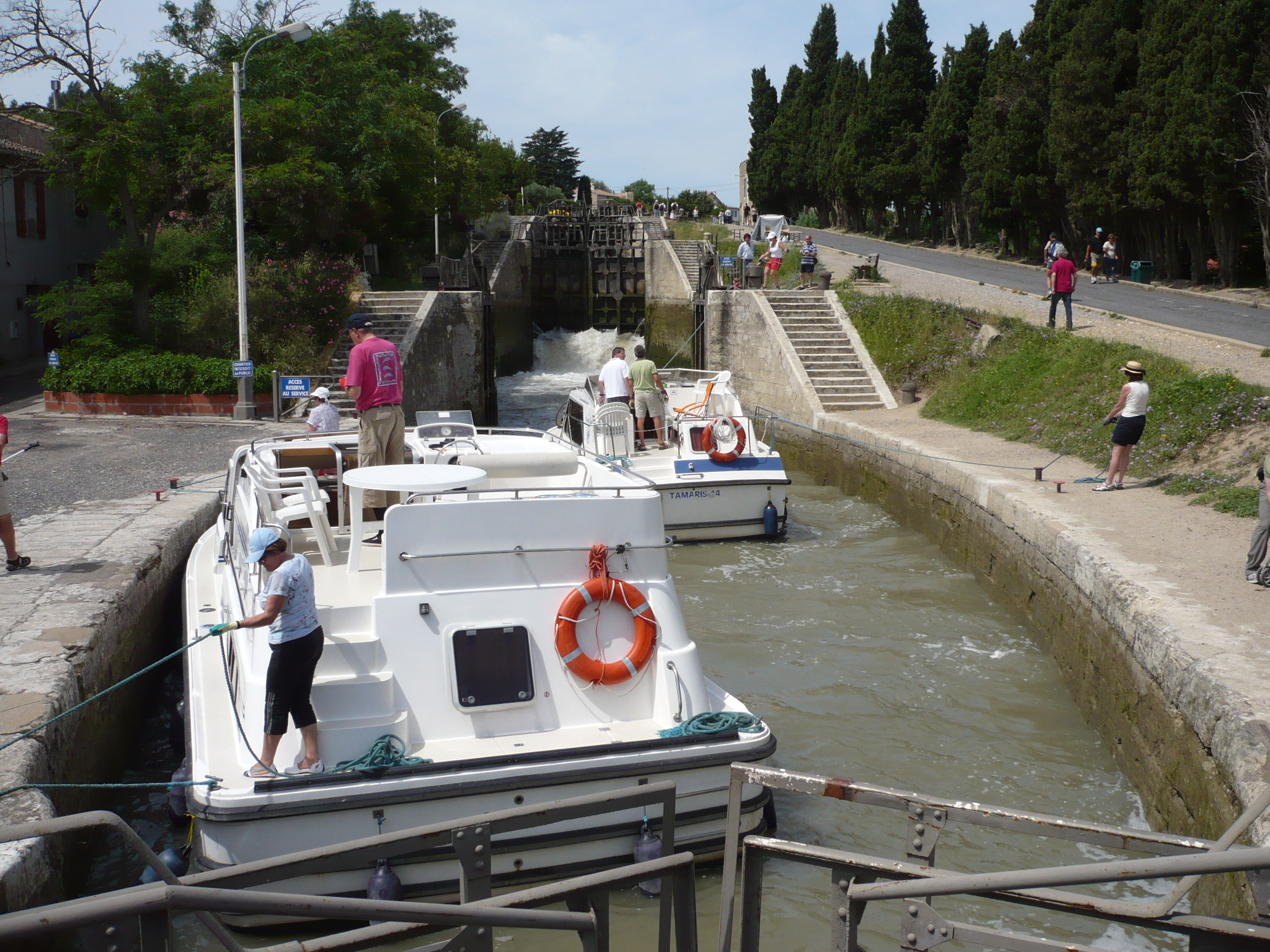
Blick von Kammer 4 nach oben
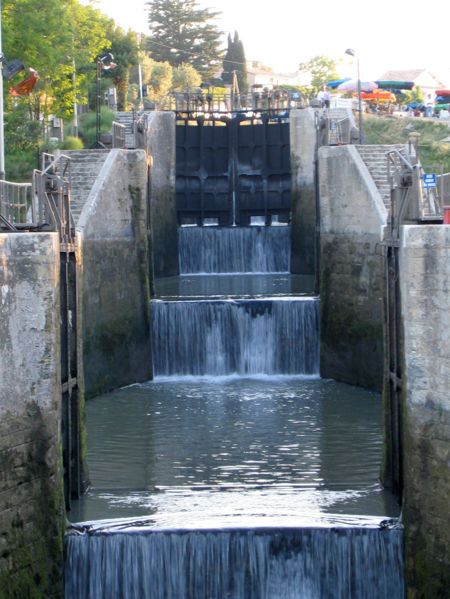
Blick in die geleerten Kammern 3 und 2
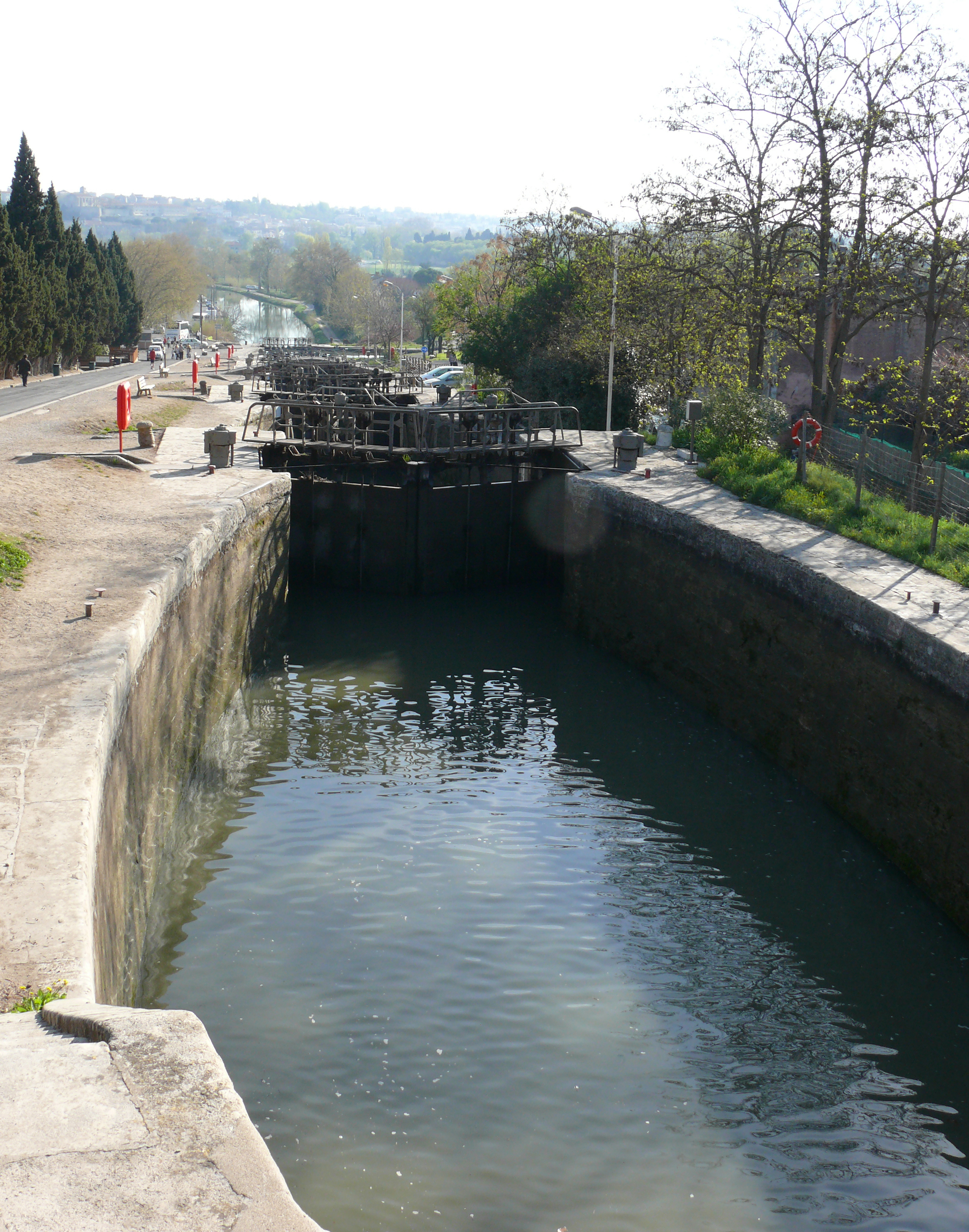
Blick von Kammer 3 nach unten, im Hintergrund stillgelegter Kanal zum Orb
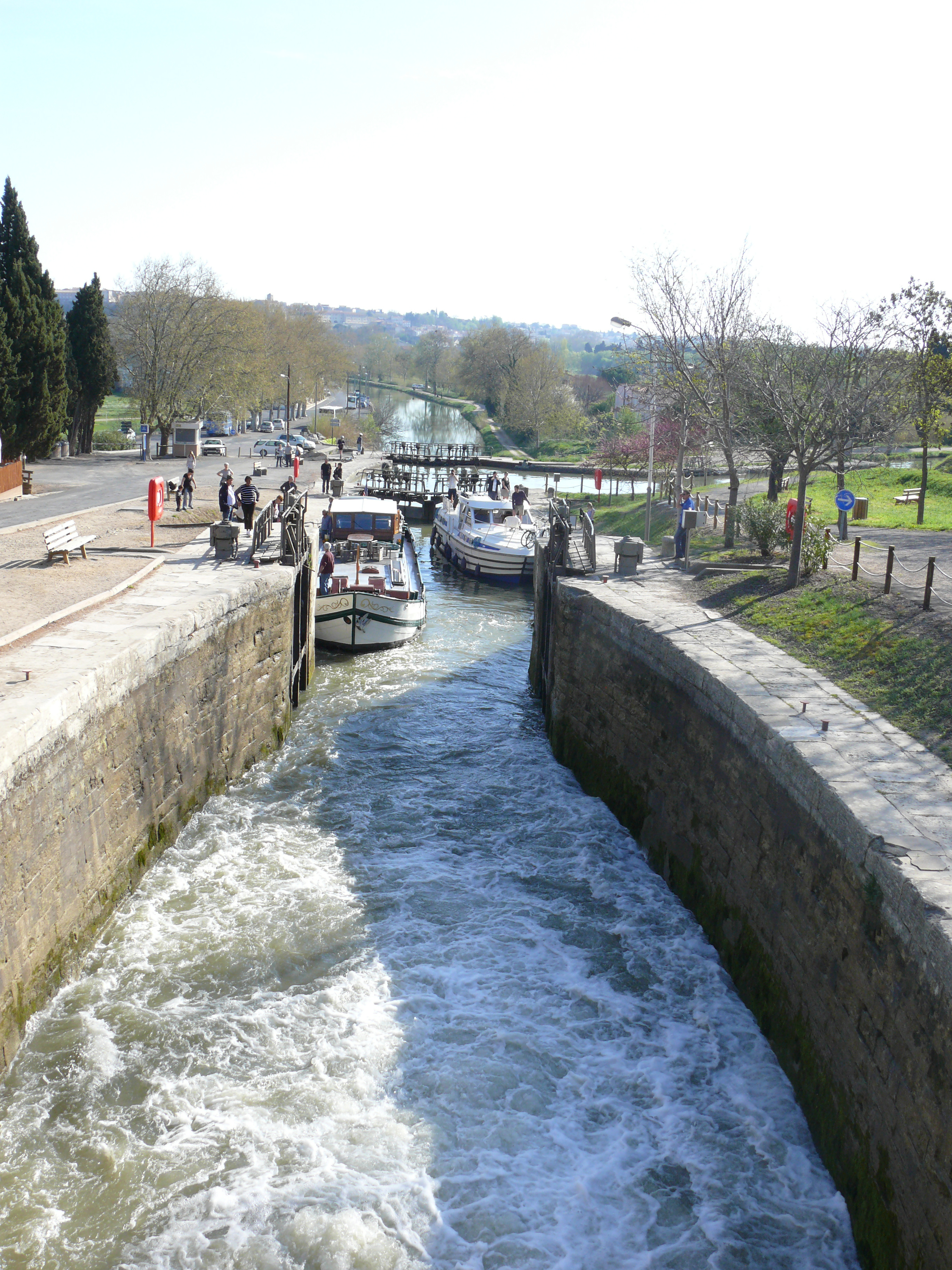
Blick von Kammer 5 nach unten, rechts zur Kanalbrücke über den Orb